# Louis-Émile Bertin
Louis-Émile Bertin (Nancy, 23 marzo 1840 – 22 ottobre 1924) è stato un ingegnere navale francese.
Fu tra i sostenitori della Jeune École di navi da guerra veloci e potenti.

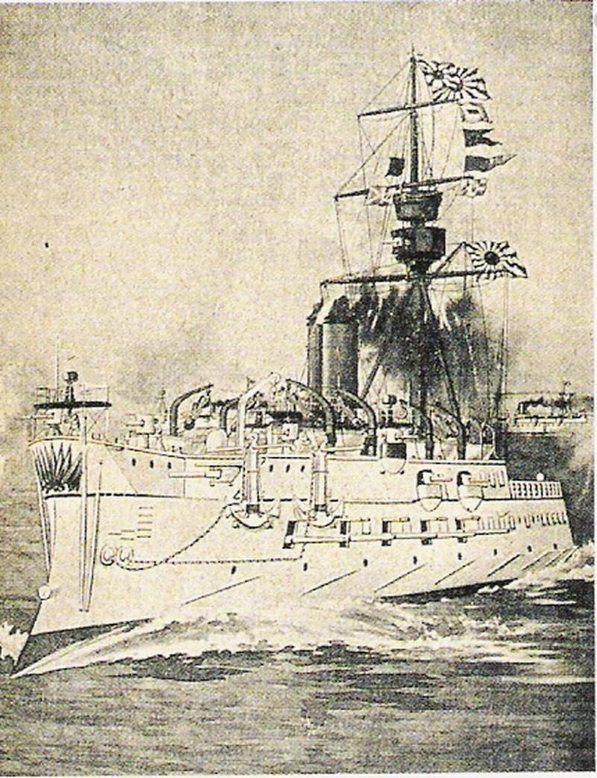
La Matsushima, ammiraglia della flotta giapponese fino alla guerra sino-giapponese, progettata da Bertin.

Dal 1886 Émile Bertin venne inviato per quattro anni in Giappone, dove collaborò alla costituzione della Marina imperiale giapponese, contribuendo in modo decisivo al successo giapponese della prima guerra sino-giapponese (1894-1895). Diresse inoltre la costruzione degli arsenali navali di Kure e di Sasebo.
Bertin sviluppò la classe di incrociatori Matsushima composta da tre unità, armate con un singolo, ma potente cannone principale, il Canet da 12,6"/38 (380mm). Complessivamente Bertin supervisionò la costruzione di più di venti unità, che aiutarono la costituzione della prima vera forza navale moderna giapponese e permisero al Giappone di padroneggiare la costruzione di grosse unità, alcune importate dall'estero, altre costruire nell'arsenale di Yokosuka.
- 3 incrociatori da 4.700 tons: Matsushima, Itsukushima, costruiti in Francia e l'Hashidate, costruito a Yokosuka.
- 3 navi da guerra costiere da 4,278 tons.
- 2 piccoli incrociatori: la Chiyoda da 2.439 ton costruito nel Regno Unito e l'Yaeyama da 1800 tons, costruita a Yoyosuka.
- 1 incrociatore leggero: la Chishima, costruita in Francia.
- 1 fregate da 1600, la Takao, costruita a Yokosuka.
- 16 torpediniere da 54 tons ognuna costruite in Francia dalla Companie du Creusot nel 1888 e assemblate in Giappone.

In seguito alla vittoria giapponese alla battaglia del fiume Yalu del 17 settembre 1894, l'ammiraglio Yuko Ito (1843-1914) che era stato imbarcato a bordo dell'ammiraglia Matsushima scrisse a Bertin:
(Yuko Ito, La Marine moderne d'Émile Bertin, p. 167-170)
Émile Bertin ricevette dall'imperatore Meiji l'Ordine del Sole Nascente di seconda classe, alla fine del 1890. Durante la cerimonia il ministro della Marina Tsugumichi Saigo (1843-1902) dichiarò:
(Tokyo, 23 gennaio 1890)
Dopo esser tornato in Francia venne promosso a direttore della scuola di ingegneria navale (Ecole du Génie Maritime). Nel 1895 divenne il direttore delle costruzioni Navali (Directeur des Construction Navales).

## Opere
- Données Expérimentales sur les vagues et le roulis (1874)
- La Marine à Vapeur de Guerre et de Commerce (1875)
- Les Grandes Guerres Civiles du Japon (1894)
- Chaudières Marines, Cours de Machine à Vapeur (1896)
- État actuel de la marine de guerre
- Évolution de la puissance défensive des navires de guerre (1906)
- La marine moderne (1910)
- La marine moderne. Ancienne histoire et questions neuves (1920)